# Parti de l'union Ötüken
Le Parti de l'union Ötüken (en turc : Ötüken Birliği Partisi), ou simplement Ötüken, est un parti politique turc ultranationaliste fondé le 20 décembre 2017. Il s'agit du premier parti turc ouvertement raciste qui concourt au pouvoir. Il est basé à Ankara. Son leader est Mehmet Hakan Semerci. Le mot « Ötüken » désigne une ville légendaire en Asie centrale d'où les Turcs seraient originaires,.